# Gryllacris barussa
Gryllacris barussa är en insektsart som beskrevs av Heinrich Hugo Karny 1931. Gryllacris barussa ingår i släktet Gryllacris och familjen Gryllacrididae. Inga underarter finns listade i Catalogue of Life.